# Wim T. Schippers
Vous pouvez aider à l'améliorer ou bien discuter des problèmes sur sa page de discussion.
- Il ne cite pas suffisamment ses sources. Vous pouvez indiquer les passages à sourcer avec {{référence nécessaire}} ou {{Référence souhaitée}}, et inclure les références utiles en les liant aux notes de bas de page. (Marqué depuis avril 2024)
- Certaines informations devraient être mieux reliées aux sources mentionnées dans la bibliographie ou les liens externes. Améliorez sa vérifiabilité en les associant par des références. (Marqué depuis avril 2024)
- Il ne s’appuie pas, ou pas assez, sur des sources secondaires ou tertiaires. (Marqué depuis avril 2024)

- Archive Wikiwix
- Bing
- Cairn
- DuckDuckGo
- E. Universalis
- Gallica
- Google
- G. Books
- G. News
- G. Scholar
- Persée
- Qwant
- (zh) Baidu
- (ru) Yandex
- (wd) trouver des œuvres sur Wikidata

Pour les articles homonymes, voir Schippers.
Wim T. Schippers né le 1er juillet 1942 à Groningue (Pays-Bas), est un artiste néerlandais lié au courant Fluxus.

## Biographie

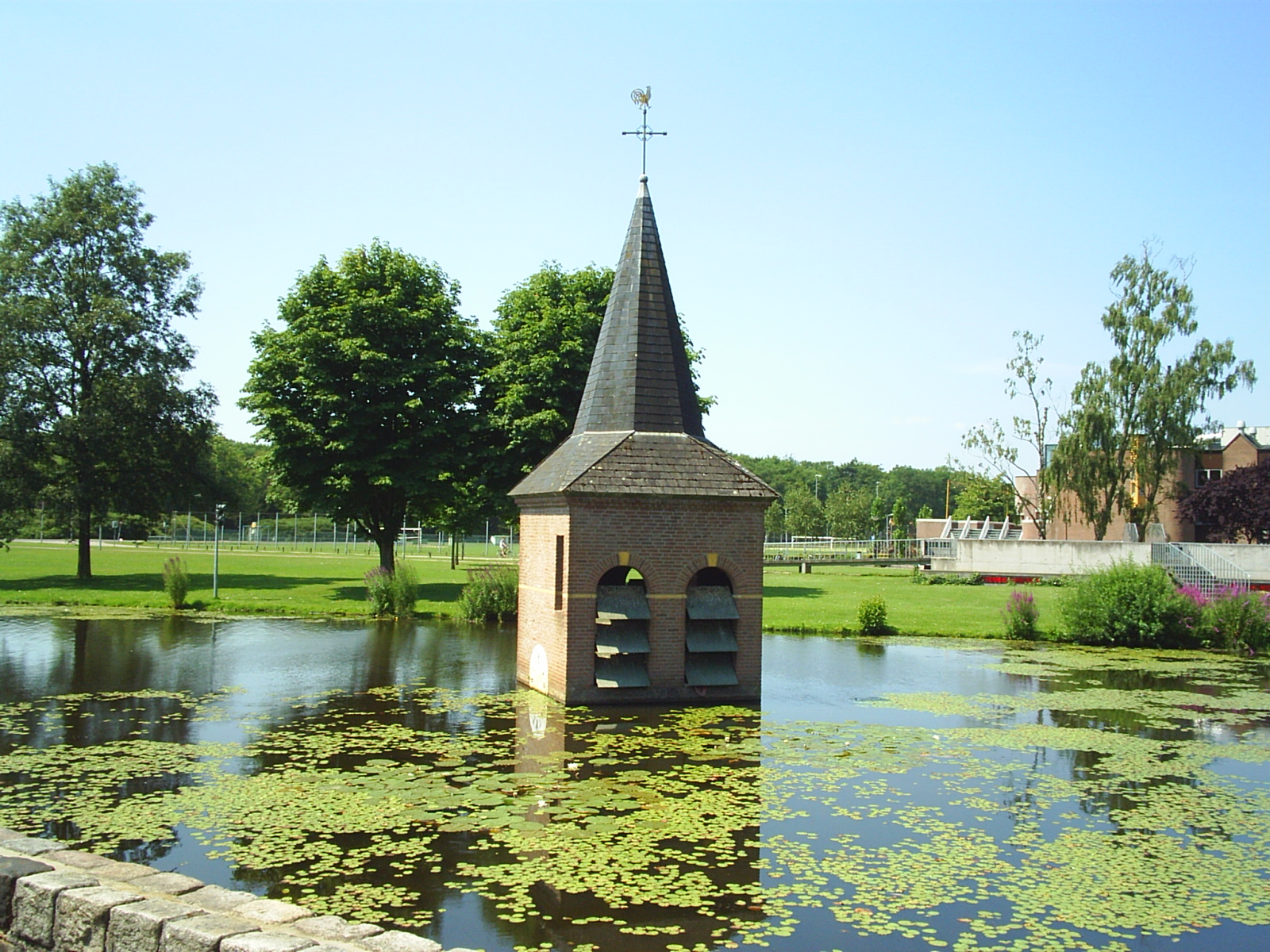
La Petite Tour de Drienerlo de Wim T. Schippers à l'Université de Twente.

Il se fait connaître en 1964 lors du Festival-Fluxus de Scheveningen (La Haye).
En 1966, il produit avec son ami Wim van der Linden, le court-métrage Tulips, qui fait partie des films tournés à cette époque par des artistes d'avant-garde (cf. Claude Givaudan).
Dès lors, il imagine des installations sculpturales décalées, comme une vaste surface rectangulaire en beurre de cacahouète, un clocher d'église à moitié immergé...
De 1976 à 1999, il travaille aux côtés de Theo van den Boogaard sur les aventures de Léon la Terreur.
En 1986, il présente une pièce de théâtre de 46 minutes, Going to the dogs, dans laquelle il met en scène uniquement six chiens très entraînés et auxquels il prête sa voix. 
Il est aussi très connu du jeune public néerlandais pour doubler certains personnages de 1, rue Sésame.

## Prix et distinctions
- 2005 - Prix Jacobus Van Looy, décerné aux artistes qui se sont distingués dans les domaines littéraire et des arts visuels.